# Žurnal24
Žurnal24 – dawny bezpłatny słoweński dziennik oraz obecny portal informacyjny z siedzibą w Lublanie.
Pismo zostało założone w 2008 roku, a w 2014 roku zaprzestano publikacji wydania drukowanego.